# Buhl A-1 Autogyro
Buhl A-1 Autogyro var en amerikansk autogiro, som var optimerad för flygfotografering och därför försett med motor bakom flygplansbrunnen och en skjutande propeller i flygplansstjärten. Den konstruerades av Étienne Dormoy och tillverkades av Buhl Aircraft Company från 1930. Den var den första autogiron med skjutande propeller. 
Bevarade exemplar finns bland annat på Hiller Aviation Museum i San Carlos i Kalifornieni USA.

## Bildgalleri

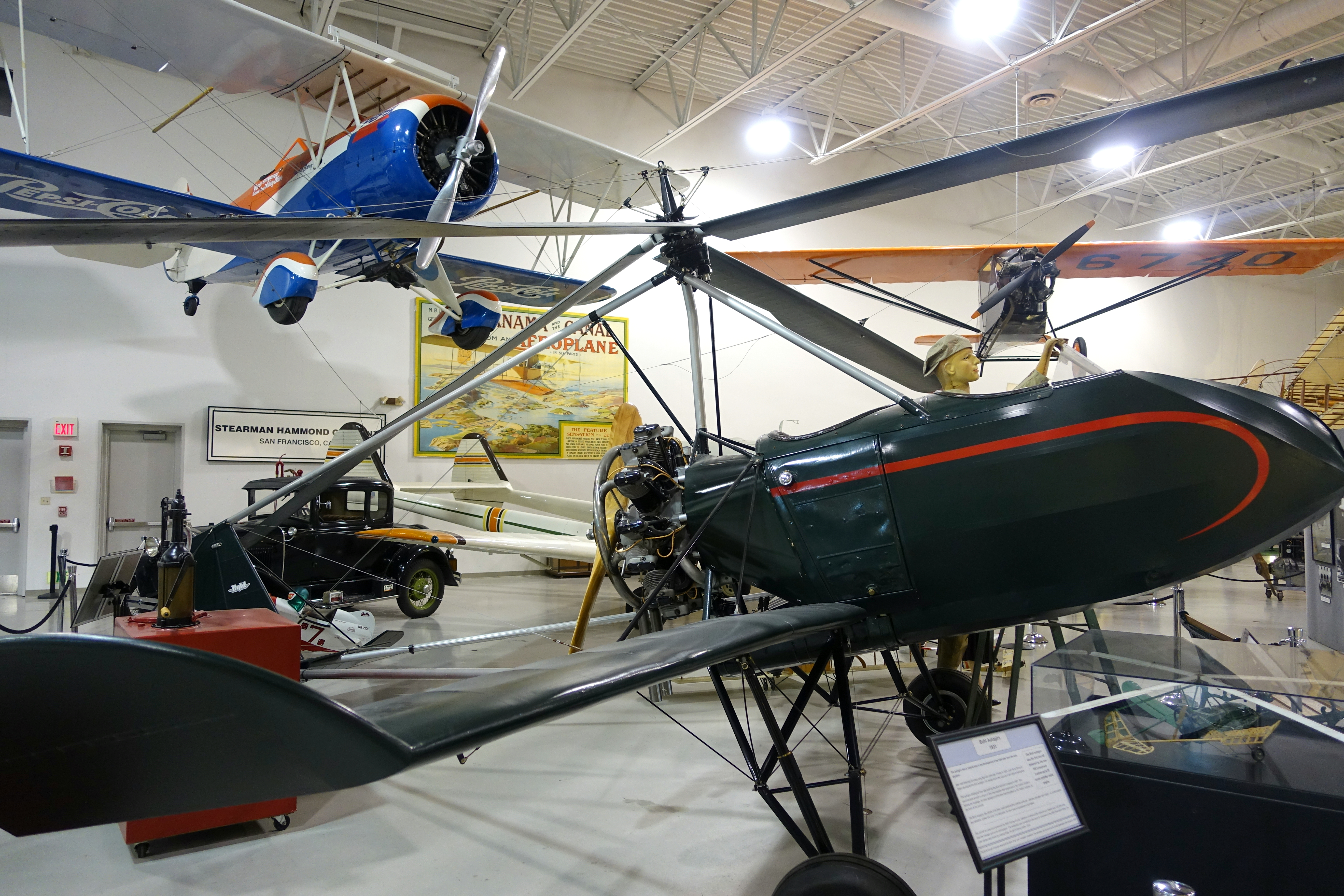
En Buhl A-1 på Hiller Aviation Museum